# Медаль «За 20 лет безупречной службы»
Медаль «За 20 лет безупречной службы» (хинди 20 वर्ष लम्बी सेवा पदक, англ. 20 Years Long Service Medal) — военная государственная награда Индии, учреждённая с целью поощрения военнослужащих за самоотверженную и безупречную службу.

## История
Медаль «За 20 лет безупречной службы» была учреждена Президентом Индии 19 апреля 1971 года (The Gazette of India Not. No. 25-Press/71) в качестве награды за преданность и усердие военнослужащих Вооружённых сил Индии, прослуживших без перерыва двадцать лет. Она символизирует благодарность за их долголетний вклад в защиту безопасности страны.

## Критерии награждения
Медаль вручается военнослужащим, прослужившим непрерывно 20 лет.

## Описание
Круглая медаль диаметром 35 мм из медно-никелевого сплава подвешивается подвешивается на прямом невращающемся подвесе к ленте с равномерными полосами красного, тёмно-синего и голубого цветов.
На аверсе изображена Львиная капитель — национальный герб Индии, в обрамлении надписи на хинди и английском языке «Долгая служба» и «20 лет». На реверсе изображена эмблема объединённых вооруженных сил — скрещенных мечей, якоря и орла с восходящим солнцем над ними.
Шёлковая лента, шириной 30 мм, состоит из трёх полос красного, тёмно-синего, светло-синего цветов, шириной по 10 мм. Эти цвета символизируют различные аспекты военной службы: красный символизирует мужество и доблесть, тёмно-синий – верность и стойкость, а светло-голубой – мир и гармонию. Вместе эти цвета воплощают основные ценности и дух вооружённых сил.